# Branden i Notre Dame
Branden i Notre Dame var en brand, som brød ud omkring klokken 18:20 15. april 2019 under taget på katedralen Notre Dame i Paris, Frankrig.

## Skader efter branden
Da branden blev slukket, var spiret og størstedelen af tagkonstruktionen blevet ødelagt, og de øvre vægge var skadet. En stor del af interiøret slap for større skader, da det hvælvede loft i kirken stoppede taget i at falde hele vejen ned, da det kollapsede. Mange kunstgenstande og religøse artefakter blev reddet, da branden blev opdaget, mens andre gik tabt i flammerne. Katedralens to orgler og de tre store rosevinduer fra 1200-tallet led kun lidt skade. Tre personer blev skadet under branden.[kilde mangler]

## Genopførsel
Den 17. april udtalte franske præsident Emmanuel Macron, at katedralen ville blive genopført i løbet af 5 år, By September 2021, donors had contributed over €840 million to the rebuilding effort. og han igangsatte en indsamling, der allerede den 22. april havde skaffet over €1 milliard, hvoraf mindst €880 millioner var indsamlet allerede dagen efter branden. Katedralen genåbnede d. 7. december 2024.